# I Римский кинофестиваль
1-й Римский международный кинофестиваль (итал. Festival Internazionale del Film di Roma) прошёл с 13 по 21 октября 2006 года. Жюри основного конкурса киносмотра возглавил итальянский кинорежиссёр Этторе Скола.
Главную награду фестиваля — «Марка Аврелия», получил фильм Кирилла Серебренникова «Изображая жертву» (Россия).

## Жюри

### Основной конкурс
Жюри конкурса состояло из 50 непрофессиональных зрителей под председательством кинорежиссёра Этторе Скола ( Италия).

## Конкурсная программа

### Основной конкурс

#### Программа
| Название на русском языке | Название на языке оригинала | Режиссёр                        | Производство                        |
| В нашем доме              | A casa nostra               | Франческа Коменчини             | Италия                              |
| Кошмарный детектив        | Akumu Tantei                | Синъя Цукамото                  | Япония                              |
| Бес Вакит                 | Bes Vakit                   | Реха Эрдем                      | Турция                              |
| Клетки                    | Cages                       | Оливер Массе-Депассе            | Бельгия · Франция                   |
| Чанд Руз Ба’д             | Chand Rooz Ba’d…            | Ники Карими                     | Иран                                |
| Отец и сын                | Fu Zi                       | Патрик Тхам                     | Гонконг                             |
| Изображая жертву          | Изображая жертву            | Кирилл Серебренников            | Россия                              |
| Сады осенью               | Jardins en automne          | Отар Иоселиани                  | Франция · Италия · Россия           |
| Солёный воздух            | L’aria salata               | Алессандро Анджелини            | Италия                              |
| Наследие                  | L’Héritage                  | Теймураз Баблуани Гела Баблуани | Грузия · Франция                    |
| Дорога Леви               | La strada di Levi           | Давиде Феррарио                 | Италия                              |
| Путешествие в Армению     | Le voyage en Arménie        | Робер Гедигян                   | Франция                             |
| Мой Полковник             | Mon Colonel                 | Лорен Эрбье                     | Франция · Бельгия                   |
| Родился и вырос           | Nacido y criado             | Пабло Траперо                   | Аргентина · Италия · Великобритания |
| Это Англия                | This Is England             | Шейн Медоуз                     | Великобритания                      |
| Мастер го                 | Wu Qingyuan                 | Тянь Чжуанчжуан                 | Китай                               |

#### Вне конкурса
- После свадьбы (Efter Brylluppet), режиссёр Сусанне Биер ( Дания)
- Амбициозные (Les Ambitieux), режиссёр Катрин Корсини ( Франция)
- Оффсет (Offset), режиссёр Диди Данкварт ( Германия)

### Премьеры
| Название на русском языке             | Название на языке оригинала               | Режиссёр           | Производство               |
| Алатристе                             | Alatriste                                 | Агустин Диас Янес  | Испания                    |
| Мех: Воображаемый портрет Дианы Арбус | Fur: an Imaginary Portrait of Diane Arbus | Стивен Шейнберг    | США                        |
| Неизвестная                           | La sconosciuta                            | Джузеппе Торнаторе | Италия · Франция           |
| Каменный совет                        | Le Concile de pierre                      | Гийом Никлу        | Франция                    |
| N (то есть Наполеон)                  | N (Io e Napoleone)                        | Паоло Вирци        | Италия · Франция · Испания |
| Обман                                 | The Hoax                                  | Лассе Халльстрём   | США                        |
| Тёзка                                 | The Namesake                              | Мира Наир          | США                        |
| Престиж                               | The Prestige                              | Кристофер Нолан    | США                        |
| Одно из двух                          | Uno su due                                | Эудженио Каппуччо  | Италия                     |

### Специальные показы
- Борат: культурное исследование в пользу славного государства Казахстан (Borat: Cultural Learnings of America for Make Benefit Glorious Nation of Kazakhstan), режиссёр Ларри Чарльз ( США)
- Бегство во Францию (Fuga in Francia), режиссёр Марио Сольдати ( Италия)
- Человек милосердия. — Дон Луиджи ди Льегро (L’uomo della carità — Don Luigi di Liegro), режиссёр Алессандро Ди Робилант ( Италия)
- Счастливые дни (Nos jours heureux), режиссёры Эрик Толедано, Оливье Накаш ( Франция)
- Люди и мыши (Of Mice and Men), режиссёр Льюис Майлстоун ( США)
- Наваждение (Ossessione), режиссёр Лукино Висконти ( Италия)
- Рим, открытый город (Roma città aperta), режиссёр Роберто Росселлини ( Италия)
- Ромул и Рем (Romolo e Remo), режиссёр Серджо Корбуччи ( Италия)
- Субсоника трактует Росселлини (Subsonica versus Rossellini), режиссёр Субсоника ( Италия)
- Отступники (The Departed), режиссёр Мартин Скорсезе ( США)
- Секретное путешествие (Viaggio segreto), режиссёр Роберто Андо ( Италия,  Франция)

### Неигровое кино
| Название на русском языке                                | Название на языке оригинала                                | Режиссёр | Производство                               |
| Помутнение                                               | A Scanner Darkly                                           | Ричард Линклейтер | США                                        |
| Крыло зелёное, крыло бедное                              | Ala verde ala pobre                                        | Бриссио Сантос | Филиппины                                  |
| Американское головокружение                              | American Vertigo                                           | Мичко Нетчак | Франция                                    |
| Удивительно, я всё-таки выстрелил!                       | Awesome; I Fuckin' Shot That!                              | Натаниэль Хорнблауэр | США                                        |
| Чёрное золото                                            | Black Gold                                                 | Марк Фрэнсис Ник Фрэнсис | Великобритания                             |
| Деньги                                                   | Cashback                                                   | Шон Эллис | Великобритания                             |
| Кекосаманка                                              | Checosamanca                                               | Андреа Д'Амброзио Даниэла Бассани Андреа Сегре Франческо Крессати Мартина Паренти Никола Цукки Марко Беррини Кьяра Беллози Николо Бруна | Италия                                     |
| Город мужчин                                             | Cidade dos Homens                                          | Фернандо Мейреллес Регина Касе Пауло Морелли Катя Лунд Филиппе Барсински                                                                | Бразилия                                   |
| Глубокая вода. — Безумная регата                         | Deep Water — La folle regata                               | Луис Осмонд Джерри Ротвелл | Великобритания                             |
| Каттелан мёртв! Да здравствует Каттелан!                 | È morto Cattelan! Evviva Cattelan!                         | Марко Пензо | Италия                                     |
| Фашисты на Марсе                                         | Fascisti su Marte                                          | Коррадо Гуццанти Игорь Скофик | Италия                                     |
| Крик                                                     | Grido                                                      | Пиппо Дельбоно | Италия                                     |
| Херби Хэнкок. Возможности                                | Herbie Hancock: Possibilities                              | Джон Файн Дуг Биро | США                                        |
| Хрупкий герой                                            | Héros Fragiles                                             | Эмилио Пакуль | Франция · Испания · Чили                   |
| История воды                                             | Histoire d’eaux                                            | Бернардо Бертолуччи | Великобритания · Германия, · Франция       |
| Хорошая кошка ловит мышей                                | *Il bravo gatto prende i topi                              | Франческо Конверсано Нене Гриньяффини                                                                                                   | Италия                                     |
| Мир ему                                                  | Il mondo addosso                                           | Констанца Кватрильо | Италия                                     |
| В конце названия                                         | In coda ai titoli                                          | Рикардо Паолетти | Италия                                     |
| Джамал                                                   | Jamal                                                      | Луизелла Ратилья | Италия                                     |
| Каледо                                                   | Kàleldo                                                    | Брильянте Мендоса | Филиппины                                  |
| Киншаса Палас                                            | Kinshasa Palace                                            | Зека Лаплейн | Франция · Демократическая Республика Конго |
| Курт Кобейн о сыне                                       | Kurt Cobain About a Son                                    | AJ Schnack | США                                        |
| Пошёл к чёрту, Фидель!                                   | La Faute à Fidel                                           | Жюли Гаврас | Франция                                    |
| Подилнная история Тони Вилара                            | La vera leggenda di Tony Vilar                             | Джузеппе Гальярди | Италия                                     |
| Последний караван (Одиссея). 1. Жестокая река            | Le Dernier Caravansérail (Odyssées) 1. Le fleuve cruel     | Ариана Мнушкина | Франция                                    |
| Последний караван (Одиссея). 2. Истоки и судьбы          | Le Dernier Caravansérail (Odyssées) 2. Origines et destins | Ариана Мнушкина | Франция                                    |
| Исследование жизни (Лукино Висконти)                     | Le vie della recherche (Luchino Visconti)                  | Жорж Тревес | Италия · Франция                           |
| Они всего лишь умирают…                                  | Muoiono soltanto gli…                                      | Джованни Веронези Маргерита Феррандино                                                                                                  | Италия                                     |
| Окунчиран — чрезвучайная ситуация в Камбодже             | Okùnchiràn — Emergency in Cambogia                         | Эмануэле Скаринджи Клаудио Рубино | США                                        |
| Тысячи миль…далеко                                       | Qian li zou dan ji                                         | Чжан Имоу | Китай · Гонконг · Япония                   |
| Ренессанс                                                | Renaissance                                                | Кристиан Фолькман | Франция · Великобритания · Люксембург      |
| Возвращение                                              | Ritorni                                                    | Джованна Тавиани | Италия · Франция                           |
| Портрет неизвестного: Марцеллус Доминикус Винсентиус     | Ritratto di sconosciuto — Marcellus Dominicus Vincentius   | Роберто Медди Джойа Магрини | Италия                                     |
| Сампрас                                                  | Sampras                                                    | Лука Вендрусколо | Италия                                     |
| Ателье Тирелли. — Одежда кино                            | Sartoria Tirelli — Vestire il cinema                       | Джанфранко Джаньи | Италия                                     |
| Дикси Чикс: заткнись и пой                               | Dixie Chicks: Shut Up and Sing                             | Сесилия Пек Барбара Коппли | США                                        |
| Красная торпеда. — Необыкновенная история Рубена Гальего | Siluro rosso — La straordinaria storia di Rubén Gallego    | Мара Кьяретти | Италия                                     |
| Сёстры                                                   | Sorelle                                                    | Марко Веллокко | Италия                                     |
| Специальная Машинима                                     | Speciale Machinima                                         | Берни Бёрнс Рэндэлл Гласс Поль Мариано Алекс Чен Броди Кондон Пейлл Торсон Этан Фогт Кайвай Мэтью Дюбост                                | США · Франция · Швеция                     |
| Три нравственные женщины                                 | Tre donne morali                                           | Марчелло Гарофало | Италия                                     |
| Сильные мужчины                                          | Uomini forti                                               | Стефано Делла Каза | Италия                                     |
| Воспоминания о Саят Нова                                 | Воспоминания о Саят Нова                                   | Левон Григорян | Армения · Италия                           |

#### В сотрудничестве сTriBeCa Film Festival
- Туман на ладони (La niebla en las palmeras), режиссёры Лола Сальвадор, Карлос Молинеро ( Испания)
- Омарет Якубиан (Omaret Yacoubian), режиссёры Марван Хамед ( Египет)
- Мост (The Bridge), режиссёр Эрик Стил ( США)
- Путь Льва Рудина (The Lew Rudin Way), режиссёр Дэвид Хоффман ( США)
- Война лент (The War Tapes), режиссёр Дебора Скрэнтон ( США)
- Тирни Гирон: материнский проект (Tierney Gearon: The Mother Project), режиссёры Джек Янгельсон, Питер Сазерленд ( США)

### Детское кино

#### Вне конкурса
- Лесная братва (Over the Hedge), режиссёры Тим Джонсон, Кэри Кирпатрик ( США)
- Красный как небо (Rosso come il cielo), режиссёры Кристиано Бортоне ( Италия)
- Сальваторе — это жизнь (Salvatore — Questa è la vita), режиссёр Джан Паоло Куньо ( Италия)

#### В сотрудничестве сTriBeCa Film Festival— младше 12 лет
- Акела и Пчела (Akeelah and the Bee), режиссёр Дуг Ачисон ( США)

#### В сотрудничестве сTriBeCa Film Festival— старше 12 лет
- Уроки вождения (Driving Lessons), режиссёр Джереми Брок ( Великобритания)
- Я Рид Фиш (I’m Reed Fish), режиссёр Закари Адлер ( США)
- Подобно сыну (Just Like the Son), режиссёр Морган Дж. Фримен ( США)

#### В сотрудничестве сPremiere
- Открытие охотничьего сезона (Open Season), режиссёры Роджер Аллерс, Джилл Калтон, Энтони Стакки ( США)

#### Младше 12 лет
| Название на русском языке | Название на языке оригинала | Режиссёр                         | Производство |
| Азур и Азмар              | Azur et Asmar               | Мишель Осело                     | Франция      |
| Бравая история            | Brave Story                 | Коити Тигира                     | Япония       |
| Меня зовут Элизабет       | Je m’appelle Elisabeth      | Жан-Пьер Амери                   | Франция      |
| Время писателей           | Le Temps des porte-plumes   | Даниэль Дюваль                   | Франция      |
| Лощеный                   | Liscio                      | Клаудио Антонини                 | Италия       |
| U                         | U                           | Серж Элиссальд Грегуар Солотареф | Флаг Франции |
| Витус                     | Vitus                       | Фреди М. Мюрер                   | Швейцария    |

#### Старше 12 лет
| Название на русском языке | Название на языке оригинала | Режиссёр          | Производство |
| 2 сына Франсиско          | 2 filhos de Francisco       | Брено Сильвейра   | Бразилия     |
| Красные стрелки           | Les Aiguilles rouges        | Жан-Франсуа Дави  | Франция      |
| Сипур Хаци — русские      | Sipur Hatzi — Russi         | Эйтан Аннер       | Израиль      |
| Супервзрослые             | Supervoksen                 | Кристина Розендал | Дания        |
| Пловцы                    | Swimmers                    | Дуг Садлер        | США          |

### Новая киносеть
| Название на русском языке | Название на языке оригинала | Режиссёр                    | Производство                  |
| Толще воды                | Blodbönd                    | Арни Оулавюр Асгирссон      | Исландия                      |
| Газ                       | Gas                         | Лучано Мельконна            | Италия                        |
| Кружащийся ветер          | Il vento fa il suo giro     | Джорджо Диритти             | Италия                        |
| Контак                    | Kontakt                     | Сергей Станойковски         | Германия · Северная Македония |
| Зеркальная маска          | MirrorMask                  | Дэйв Мак-Кин                | Великобритания                |
| Ожидание в Нью-Йорке      | New York Waiting            | Иоахим Хеден                | Швеция                        |
| Пингпонг                  | Pingpong                    | Маттиас Лютхард             | Германия                      |
| Тераз Я                   | Teraz Ja                    | Анна Ядовска                | Польша                        |
| Тринадцать из тысячи      | Trece entre mil             | Иньяки Артета               | Испания                       |
| Вальсирующий Вальс        | Valse Wals                  | Марк Де Хлое                | Нидерланды                    |
| Жизнь и цвет              | Vida y color                | Сантьяго Табернеро Паласиос | Испания                       |

### Итальянские вечера
- Ковер Бой: последняя революция (Cover Boy: l’ultima rivoluzione), режиссёр Кармине Аморозо ( Италия)
- Мы будем снимать фильм (Saremo film), режиссёр Людовика Маринео ( Италия)
- Прикоснувшиеся (Sfiorarsi), режиссёр Анджело Орландо ( Италия)
- Мера любви (Un amore su misura), режиссёр Ренато Поццетто ( Италия)

### Актёрская работа

#### Ретроспектива фильмов с участием Шона Коннери
- Агент 007. Из России с любовью (англ. From Russia with Love) (1963)
- Марни (англ. Marnie) (1964)
- Женщина из соломы (англ. Woman of Straw) (1964)
- Агент 007. Голдфингер (англ. Goldfinger) (1964)
- Холм (англ. The Hill) (1965)
- Котелок и Шляпка (англ. The Bowler and the Bunnet) (1967)
- Молли Магвайер (англ. The Molly Maguires) (1970)
- Зардоз (англ. Zardoz) (1974)
- Ветер и Лев (англ. The Wind and the Lion) (1975)
- Человек, который хотел быть королём (англ. The Man Who Would Be King) (1975)
- Робин и Мэриан (англ. Robin and Marian) (1976)
- Пять дней одного лета (англ. Five Days One Summer) (1982)
- Агент 007. Никогда не говори никогда (англ. Never Say Never Again) (1983)
- Неприкасаемые (англ. The Untouchables) (1987)
- Найти Форрестера (англ. Finding Forrester) (2000)

#### Актёрская мастерская
- Капли дождя (A Hatful of Rain), режиссёр Фред Циммерман ( США)
- Место под солнцем (A Place In The Sun), режиссёр Джордж Стивенс ( США)
- Трамвай желание (A Streetcar Named Desire), режиссёр Элиа Казан ( США)
- Бэби Долл (Baby Doll), режиссёр Элиа Казан ( США)
- Автобусная остановка (Bus Stop), режиссёр Джошуа Логан ( США)
- Детективная история (Detective Story), режиссёр Уильям Уайлер ( США)
- В порту (On the Waterfront), режиссёр Элиа Казан ( США)
- Мятежный без причины (Rebel Without a Cause), режиссёр Николас Рей ( США)
- Богиня (The Goddess), режиссёр Джон Кромвель ( США)
- Пистолет для левой руки (The Left Handed Gun), режиссёр Артур Пенн ( США)
- Долгое жаркое лето (The Long Hot Summer), режиссёр Мартин Ритт ( США)
- Странный (The Strange One), режиссёр Джейк Гарфин ( США)
- 12 разгневанных мужчин (Twelve Angry Men), режиссёр Сидни Люмет ( США)

## Награды

### Главные призы
- Марк Аврелий — Кирилл Серебряников, «Изображая жертву» ( Россия)
- Премия BNL в номинации Лучшая женская роль — Ариан Аскарид («Путешествие в Армению», Робер Гедигян) ( Франция)
- Премия Camera di Commercio в номинации Лучшая мужская роль — Джорджо Коланджели («Солёный воздух», Алессандро Анджелини) ( Италия)
- Специальный приз жюри — Шейн Медоуз, «Это Англия» ( Великобритания)

Специальная премия была посвящена памяти Джилло Понтекорво, который умер накануне кинофестиваля.

### Прочие награды
- Премия Cult в номинации Неигровой фильм — Луиз Осмонд и Джерри Ротвелл, «Глубокая вода. — Безумная регата» ( Великобритания)
- Премия L.A.R.A. (Libera Associazione Rappresentanti Artisti, президент Мойра Маццантини) в номинации Лучшее исполнение в итальянском кино — Нинетто Даволи («Одно из двух», Эудженио Каппуччо) ( Италия)
- Премия Blockbuster в номинации Премьера — Джузеппе Торнаторе, «Незнакомка» ( Италия,  Франция)
- Премия Alice nella città в номинации Детское кино младше 12 лет — Клаудио Антонини, «Лощеный» ( Италия)
- Премия Alice nella città в номинации Детское кино старше 12 лет — Морган Дж. Фримен, «Подобно сыну» ( США)
- Премия Cinemavvenire в номинации Лучший фильм — Шейн Медоуз, «Это Англия» ( Великобритания)
- Премия Cinemavvenire в номинации Лучший короткометражный фильм — Сальваторе Аллокка, «Крекеры» ( Италия)

## События и итоги
Во время кинофестиваля в Casa del Jazz прошло несколько тематических концертов, посвящённых кино и джазу, на которых прозвучали произведения итальянских композиторов — Армандо Троваджоли, Пьеро Пиччони, Пьеро Умилиани, писавших джазовую музыку для кино. Вручение наград кинофестиваля сопровождалось концертами известных исполнителей — Энрико Пьеранунци, Валентины Пиччони, Луки Руджеро Джаковелла, Дино и Франко Пиана.
В официальном сообщении руководства кинофестиваля говорится, что за время его проведения было показано 169 фильмов из 32 стран, работало 650 кинопроекторов на 23 экранах, было продано 56 000 билетов; общее число зрителей составило 150 000 человек. Около 480 000 человек побывали на различных мероприятиях в фестивальном центре Villaggio e delle Mostre.